# Gerhard Krieger
Gerhard Krieger (* 17. Februar 1951 in Mönchengladbach; † 30. Dezember 2018 in Brühl) war ein deutscher Theologe und Philosoph.

## Leben
Nach dem Abitur im Jahre 1970 nahm er an der Universität Bonn das Studium der Katholischen Theologie und Philosophie auf. 1976 erwarb er zunächst das Diplom in Theologie an der Theologischen Fakultät der Universität Bonn, 1982 das Doktorexamen in Philosophie. Das Thema seiner Dissertation lautete Der Begriff der praktischen Vernunft bei Buridanus. Von 1972 bis 1978 studierte er zudem Sozialwissenschaften, ebenfalls an der Universität Bonn. Von September 1983 bis Juli 1984 war er Referent in der Zentralstelle für Bildung der Deutschen Bischofskonferenz in Bonn. Anschließend, in den Jahren von 1984 bis 1990, war er Hochschulassistent am Philosophischen Seminar Abteilung B der Universität Bonn. 1991 erfolgte dann seine Habilitation in Philosophie an der Theologischen Fakultät der Universität Bonn mit dem Thema Weltbeherrschung statt Weltbetrachtung. Das Prinzip des Wandels der Theorie als Prinzip der Transformation der Metaphysik. Von 1990 bis 1991 war Krieger Wissenschaftlicher Mitarbeiter am Philosophischen Seminar Abteilung B der Universität Bonn im Rahmen der von der Deutschen Forschungsgemeinschaft geförderten Edition der Theoremata des Johannes Duns Scotus. Im Wintersemester 1991/92 hatte er eine Gastdozentur an der Karls-Universität Prag inne. Vom Sommersemester 1992 bis zum Sommersemester 1993 erhielt er zudem einen Lehrauftrag für Sozial- und Kulturwissenschaften an der Universität Osnabrück. 
Seit dem 1. April 1994 war er Inhaber des Lehrstuhls für Philosophie I an der Theologischen Fakultät Trier. Am 27. April 1999 wurde er überdies zum Gastprofessor der Universität Trier ernannt. Er war Präsident des Mediävistenverbands.

## Schriften (Auswahl)
- Der Begriff der praktischen Vernunft nach Johannes Buridanus. Münster 1986.
- Subjekt und Metaphysik. Die Metaphysik des Johannes Buridan. Münster 2003.
- Tradition und Innovation. XIII. Deutscher Kongreß für Philosophie. Hamburg 1988.
- mit H.-L. Ollig: Fluchtpunkt Subjekt – Facetten und Chancen des Subjektgedankens., Paderborn u. a. 2001.
- Nikolaus von Kues über Ethik und Politik., ausgewählt, zusammengestellt und erläutert von G. Krieger u. S. Thomas, Trier 2007.